# Юнг, Артур
Артур Юнг (англ. Arthur Young, 11 сентября 1741 — 12 апреля 1820) — известный английский писатель, агроном и экономист.

## Биография
Отец хотел сделать его коммерсантом, но после его смерти Юнг добился у матери позволения управлять фермой, принадлежавшей ей в графстве Суффолк. Здесь он стал применять на практике всевозможные улучшения земледелия, которые его давно заинтересовали. Сначала они не имели успеха, но он упорно продолжал опыты и опубликовывал их результаты. Для лучшего ознакомления со своим делом он объездил всю Англию и Ирландию, а затем совершил большое путешествие по Франции, Испании и Италии. В 1793 г. Питт назначил его секретарём вновь учреждённого бюро земледелия. В это время он уже пользовался большой славой как в Англии, так и в Европе, его сочинения переводились на все европейские языки.

## Труды
Писать он начал в ранней молодости и издал больше тридцати трудов. Важнейшие из них:
- «Letters to the landlords of the Great Britain» (Л., 1767);
- «Six weeks tour through the southern counties of England and Wales» (Л., 1768);
- «A course of experimental agriculture» (Dodsley, 1770);
- «Farmer’s Calendar» (Л., 1770);
- «Guide in hiring and stocking farms» (Л., 1770);
- «A six months tour through the north of England» (Л., 1770);
- «The farmer’s tour through the east of England» (Л., 1770);
- «Rural economy» (Л., 1772);
- «A tour in Ireland with general observations on the state of that Kingdom» (Дублин, 1780);
- «The question of wool established» (Л., 1787);
- «Travels during the years 1787-88 and 9 undertaken more particularly with a view of ascertaining the cultivation wealth, resources and national prosperity of France» (Л., 1792);
- «An idea of the present state of France» (Л., 1795);
- «Essay on the manure’s» (Л., 1804);
- «On the husbandry of the three celebrated farmers» (Л., 1811);
- «Inquiry into the rise of prices in Europe» (Л., 1815).

Он редактировал «Annals of agriculture» (Л., 1784—1804, 45 тт.). Сочинения Юнга, помимо их значения в агрономии, являются источником первостепенной важности для истории конца XVIII в. При отсутствии достаточно точных статистических данных для XVIII в. историк экономической жизни Англии и Франции этой эпохи опирается прежде всего на наблюдения и данные, собранные Юнгом. Особенно важно значение «Путешествий по Франции», так как Юнг был во Франции в 1787—1790 гг. и изобразил положение страны накануне революции и в первое её время. Впервые широко воспользовался трудом Юнга для истории французской революции Токвиль.